# Felsőnyárasd
Felsőnyárasd (szlovákul Horné Topoľníky, korábban Horný Nárazd) Nyárasd község településrésze, 1940-ig önálló falu Szlovákiában a Nagyszombati kerületben a Dunaszerdahelyi járásban.
2001-ben Nyárasd 3015 lakosából 2805 magyar és 158 szlovák volt.

## Fekvése
Dunaszerdahelytől 13 km-re keletre a Kis-Duna jobb partján fekszik.

## Története
A falu a 13. században keletkezett azon a területem, melyet IV. Béla király a pozsonyi káptalannak adományozott. 1277-ben említik először abban az oklevélben, melyben IV. László király megerősíti a káptalant birtokában. Lakói kezdetben főként halászattal és vadászattal foglalkoztak. 1553-ban a községben 7 portát számláltak, 1720-ban malma és 29 adófizetője volt. 1828-ban 138 házában és 989 lakos élt.
A 19. században a Pálffy család birtoka. Itt volt Magyarország harmadik legnagyobb vizafogó helye, ahonnan szerte Európába szállították a sózott halat. Lakói a halászat mellett főként mezőgazdasággal, állattartással foglalkoztak.
Fényes Elek szerint "Nyárasd (Felső), magyar falu, Poson vmegyében, Alsó-Nyárasd mellett, a pesti országutban. Számlál 133 kath. lak. Határa hasonló az Alsó-Nyárasdéhoz. F. u. a posoni káptalan.
" 
1910-ben 624,túlnyomórészt magyar lakosa volt.
Felsőnyárasd a trianoni békeszerződésig Pozsony vármegye Dunaszerdahelyi járásához tartozott.

## Külső hivatkozások
- Nyárasd község hivatalos oldala
- Nyárasd Szlovákia térképén
- E-obce.sk Archiválva 2009. május 6-i dátummal a Wayback Machine-ben